# 驚異の部屋

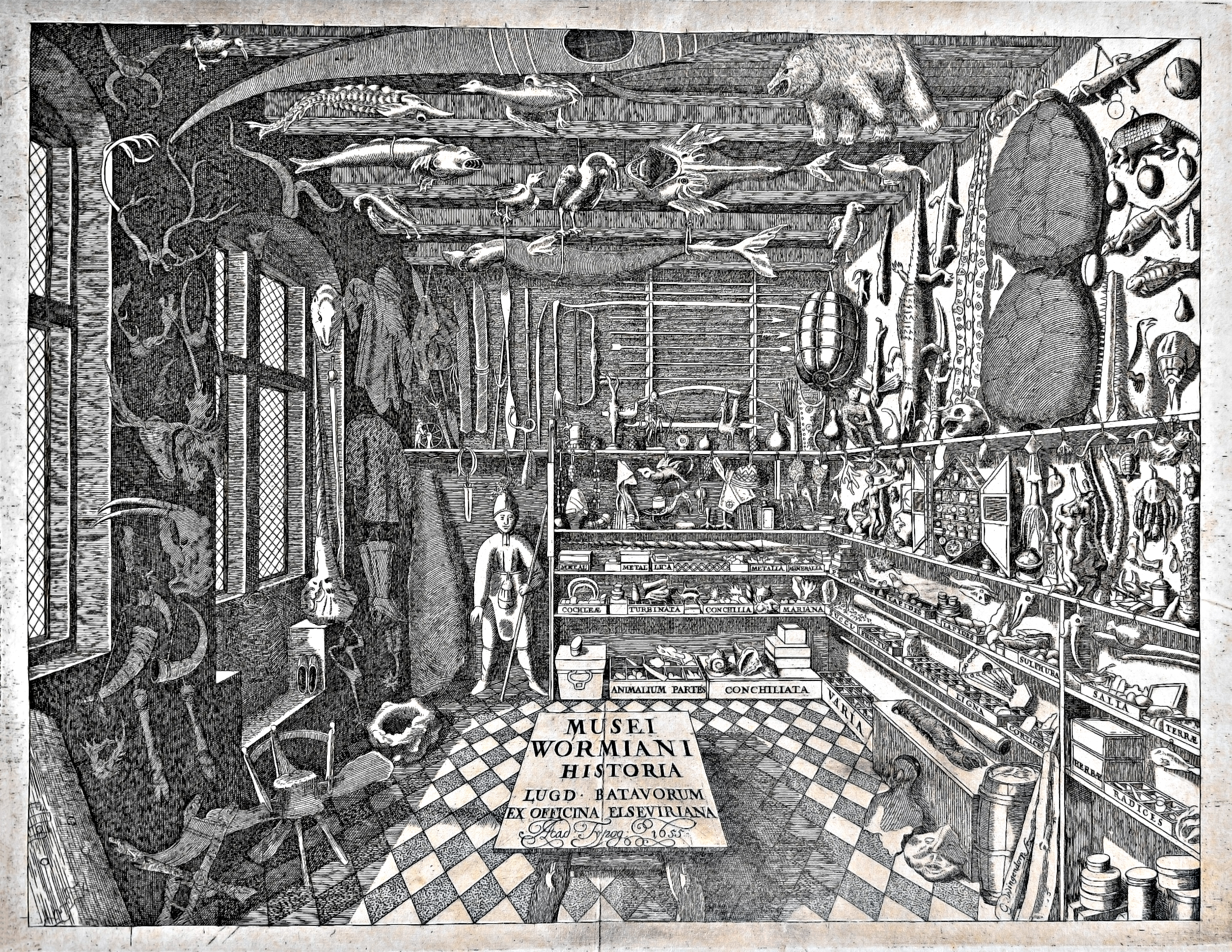
オレ・ウォルムの「驚異の部屋」

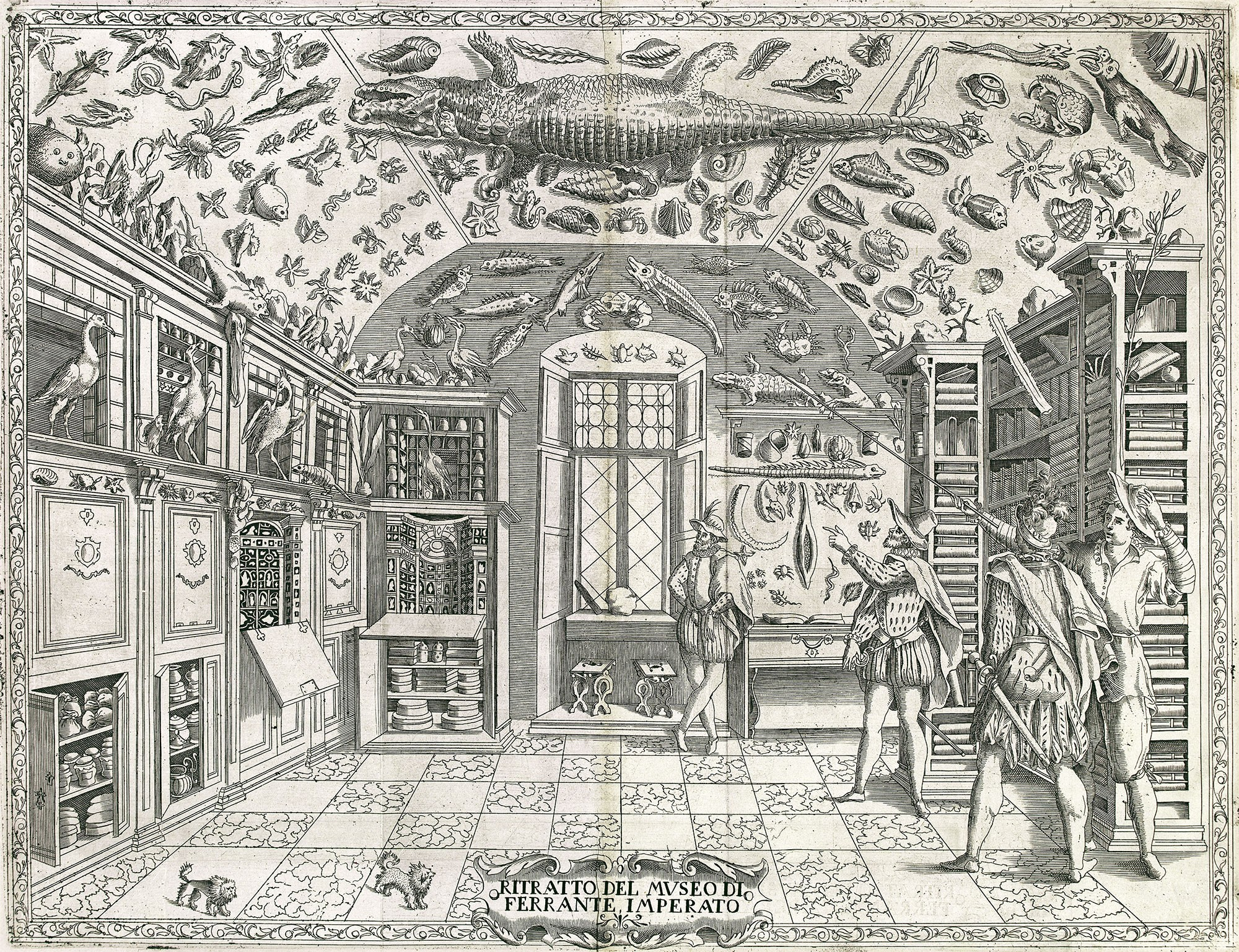
17世紀初めナポリのフェッランテ・インペラートの「驚異の部屋」

驚異の部屋（きょういのへや）は、15世紀から18世紀にかけてヨーロッパで作られていた、様々な珍品を集めた博物陳列室である。ドイツ語の Wunderkammer（ヴンダーカンマー）の訳語「不思議の部屋」とも呼ばれる。その他の呼び名には、ドイツ語の Kunstkammer（クンストカンマー）や、フランス語の Cabinet de curiosités などがある。
15世紀イタリアの諸侯や有力貴族の間で作られたことに始まり、16世紀にはドイツ語圏に伝わって、王侯貴族だけでなく学者や文人の間でも作られるようになった。自然物も人工物も珍しいものなら分野を隔てず一所に取り集められるのが特徴で、その収集対象も、珊瑚や石英を加工したアクセサリーや、アルチンボルドを始めとする奇想を描いた絵画、（しばしば架空の）動植物の標本やミイラ、巨大な巻貝、オウムガイで作った杯、ダチョウの卵、イッカクの角（ユニコーンの角だと思われていた）、象牙細工、ミニチュア細工、錬金術の文献、異国の武具、数学や医学用の道具、天球儀や地球儀、オートマタ、東洋の陶磁器、聖遺物やアンティークなど多岐にわたる。
科学・分類学の発達と市民社会の台頭などにより18世紀半ばに廃れていったが、そのコレクションのいくつかは今日の博物館の前身となった。大英博物館もハンス・スローン卿のヴンダーカンマーの収集物を基にして作られたものである。

## 現存するもの
- アンブラス城

## 再現展示室
オレ・ウォルムの「驚異の部屋」を忠実に再現した展示が写真家ローザモンド・パーセルによって作成され、サンタモニカ美術館に設置、2011年以降はコペンハーゲン市のデンマーク自然史博物館に常設展示されている。